# Bactris polystachya
Bactris polystachya är en enhjärtbladig växtart som beskrevs av Michael Howard Grayum. Bactris polystachya ingår i släktet Bactris och familjen Arecaceae.
Artens utbredningsområde är Costa Rica. Inga underarter finns listade i Catalogue of Life.